# Oszillierender Zylinder

Skizze des Funktionsprinzips

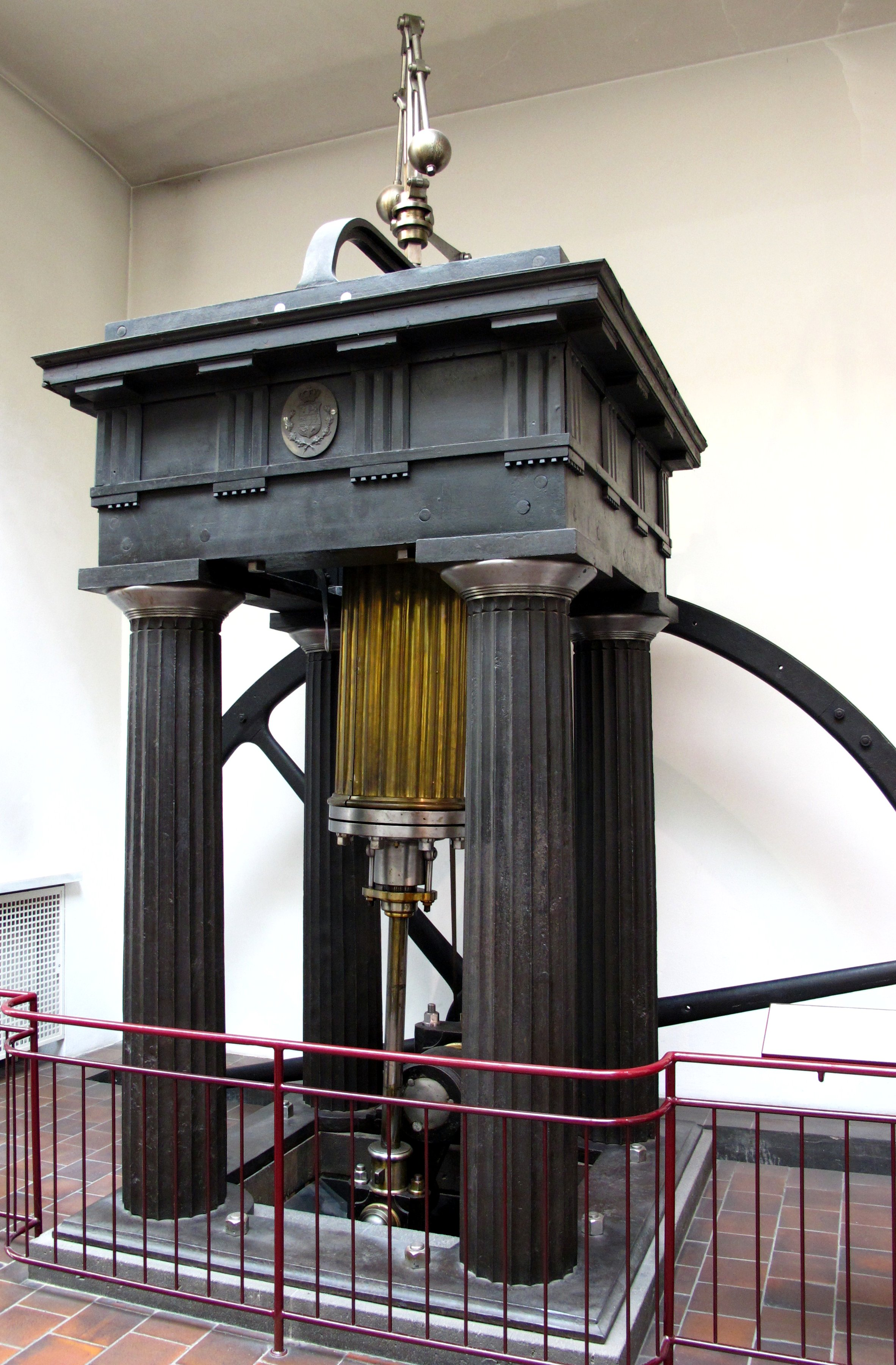
Hochdruck-Dampfmaschine mit schwingendem Zylinder

Ein Oszillierender Zylinder ist ein Konstruktionsprinzip, das für Dampfmaschinen angewandt wird. Oszillieren heißt hier hin- und her gehend. Charakteristikum des Oszillieren in diesem Sinn ist, dass sich etwas entlang einer geraden Bahn bewegt, an deren Endpunkt jeweils eine Umkehr der Bewegungsrichtung erfolgt, wobei die Umkehr der Bewegung zwingend ein Abbremsen bis zum Stillstand erfordert. Vorteil der oszillierenden Zylinder ist, dass eine externe Steuerung (z. B. Hebel, Exzenter, Kurbeln) nicht erforderlich ist, nachteilig ist, dass der Zylinder selbst Teil der Bewegung sein muss, was ihre Leistungsaufnahme bzw. -abgabe begrenzt.
Dampfmaschinen mit oszillierenden Zylindern wurden sowohl stationär als auch mobil auf Schiffen eingesetzt. Heute findet dieses Konstruktionsprinzip vorwiegend im Modellbau Verwendung. Neben stationären Modelldampfmaschinen gibt es auch Modelllokomotiven und Modellschiffe mit oszillierendem Zylinder.
Anstelle von Dampf kann auch Druckluft verwendet werden. Bei Modelldampfmaschinen erlaubt dies einen Test, ohne den Kessel aufzuheizen.
Neben einfach wirkenden Maschinen gibt es auch doppelt wirkende Maschinen.

## Geschichte
Bereits 1785 baute Murdoch ein Modell einer Dampfmaschine mit oszillierendem Zylinder.
Aaron Manby baute 1821 die Manby (Schiff).
Das zugehörige Patent ist „British Patent No 4558 of 1821“.
Joseph Maudslay (1801–1861, der dritte Sohn von Henry Maudslay) baute und patentierte 1827 eine Dampfmaschine mit oszillierendem Zylinder.
Weitere wesentliche Beiträge wurden durch John Penn (für das gleichnamige Unternehmen) geleistet.

## Einfach wirkende Maschine

Animation des Funktionsprinzips (einfach wirkende Maschine)

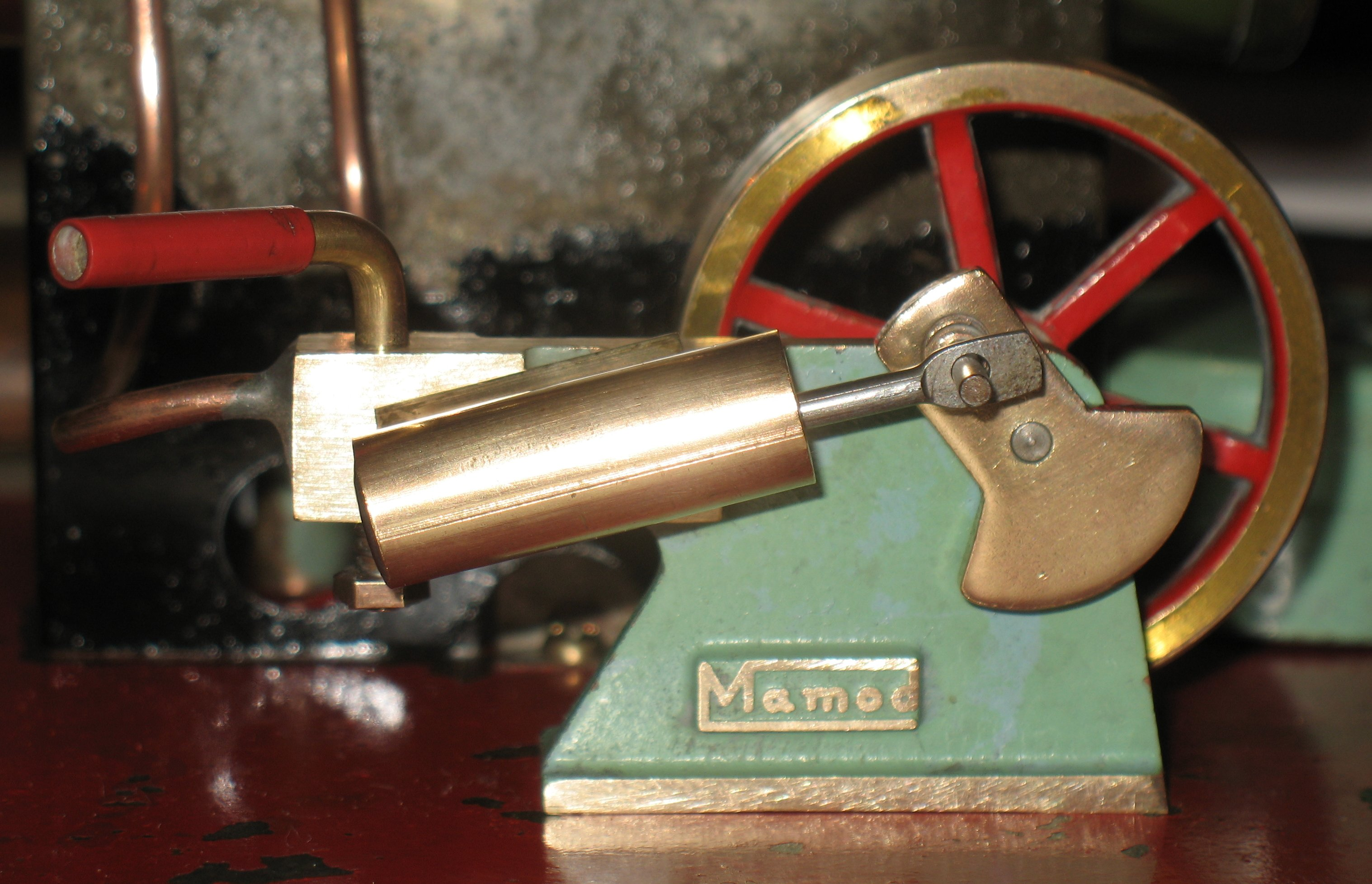
Modelldampfmaschinen mit oszillierendem Zylinder (einfach wirkende Maschine)

Bei einer einfach wirkenden Maschine ist der Zylinder auf einer Seite offen. Der Kolben wird nur in einer der beiden Bewegungsrichtungen mit Dampf beaufschlagt.
Der Zylinder wird mit einer Feder an den „Spiegel“, d. h. die Fläche mit den Anschlüssen für die Zufuhr und Abfuhr des Dampfs, gedrückt. Die Feder funktioniert ein Stück weit auch als Sicherheitsventil, bei übermäßigem Dampfdruck oder Kondenswasser im Zylinder kann dieser vom Spiegel abrücken und eine Öffnung nach außen schaffen.
Die Kurbelwelle ist üblicherweise mit einem Massenausgleich versehen.

## Doppelt wirkende Maschine

Animation des Funktionsprinzips (doppelt wirkende Maschine)

Bei einer doppelt wirkenden Maschine ist der Zylinder auf beiden Seiten geschlossen. Der Kolben wird in beiden Bewegungsrichtungen mit Dampf beaufschlagt. Der Dampfverbrauch und die Leistung verdoppeln sich.

## Hydraulikmotoren

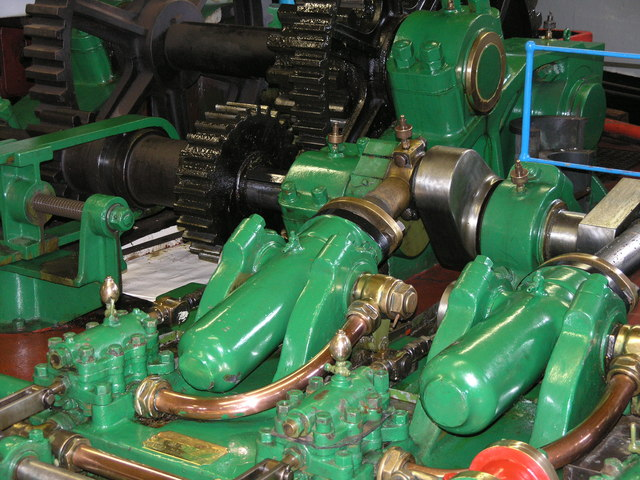
Hydraulikmotor mit oszillierendem Zylinder

Ebenfalls nutzten frühe Hydraulikmotoren das Prinzip des oszillierenden Zylinders.

## Vor- und Nachteile
Der Zylinder ist klein, leicht und einfach. Er benötigt keine Ventile, läuft jedoch (ohne zusätzliche Ventile) nur in eine Richtung. Er besitzt nur wenige bewegte Bauteile, ist aber allein nicht selbst anlauffähig, erst bei drei Zylindern (um 60 Grad verdreht) bei einfachwirkenden Zylindern bzw. bei zwei Zylindern (um 90 Grad verdreht) bei zweifachwirkenden Zylindern ist er selbst anlauffähig.
Der sich bewegende Zylinder schafft allerdings gegenüber feststehenden Zylindern durch seine Eigenbewegung zusätzliche externe Kräfte, die Nutzung hoher Dampfdrücke ist nicht möglich: Oszillierende Zylinder sind deshalb auf Niederdruck eingeschränkt.